# 宜蘭線鐵路擴建工程
宜蘭線鐵路擴建工程是臺灣鐵路管理局於1980年7月至1986年1月間辦理的一項鐵路雙軌化工程。

## 工程背景
宜蘭線鐵路於1924年12月1日全線正式通車營運，原為單線鐵路，營運50餘年後，受到1970年代末期北迴線即將全線通車營運、以及東線鐵路預計於1982年由762mm軌距拓寬為1,067mm軌距等之影響，宜蘭線將從原本的支線升級為連接台灣東西部的重要幹線，路線容量需求將大幅增加，預估原有單線鐵路將會不敷使用，於是，臺灣鐵路管理局提出宜蘭線擴建雙軌工程計劃，並在1979年12月由行政院核准實施（已完成雙線路段者除外）。

## 開工前已雙軌路段
1980年宜蘭線鐵路擴建工程動工之前，已有部分路段完成雙線：
- 1967年7月5日侯硐＝三貂嶺間2.6公里路段雙軌工程開工，1968年3月5日完工通車[5]，為宜蘭線最早的雙線路段，該項工程同時擴建侯硐站站場，以及在站場南端新建柴油客車車庫，另外也改善了三貂嶺站站場，全部工程於11月29日完工。[6]
- 1974年1月～1978年2月台鐵辦理「改善瓶頸七區間雙軌工程」，以提高運輸能力[7]，其中屬於宜蘭線的區間分別是：
  - 四腳亭=瑞芳間4.7公里：本區間路線截彎取直，跨越基隆河二次，新建雙線「四瑞第一號橋」、「四瑞第二號橋」，並新鑿「四瑞第一隧道」（375公尺）、「四瑞第二隧道」（290公尺）[8]。因隧道地質複雜且施工期間遭遇豪雨，工程進行困難[9]，遲至1977年12月2日始完工通車[5][註 1]，並廢棄舊線。
  - 牡丹=雙溪間3.0公里：此區間增建上行線「五份隧道」、「第三武丹坑橋」、「宜蘭街道陸橋」、「第二武丹坑橋」、改建牡丹站站房等等，因沿線土質鬆軟，工程期間適逢雨季[9]，遲至1978年2月14日始完成雙線工程[5]。本區間擴建雙線時並未改線，沿線彎道半徑及坡度維持原狀。
  - 冬山=聖湖（今新馬站）=南聖湖（今蘇澳新站）間5.6公里：1976年完成聖湖=南聖湖間1.2公里路段雙軌化，1977年2月完成冬山=聖湖路段雙軌[9]（包含新建雙線「武荖坑橋」）。[註 2][註 3]

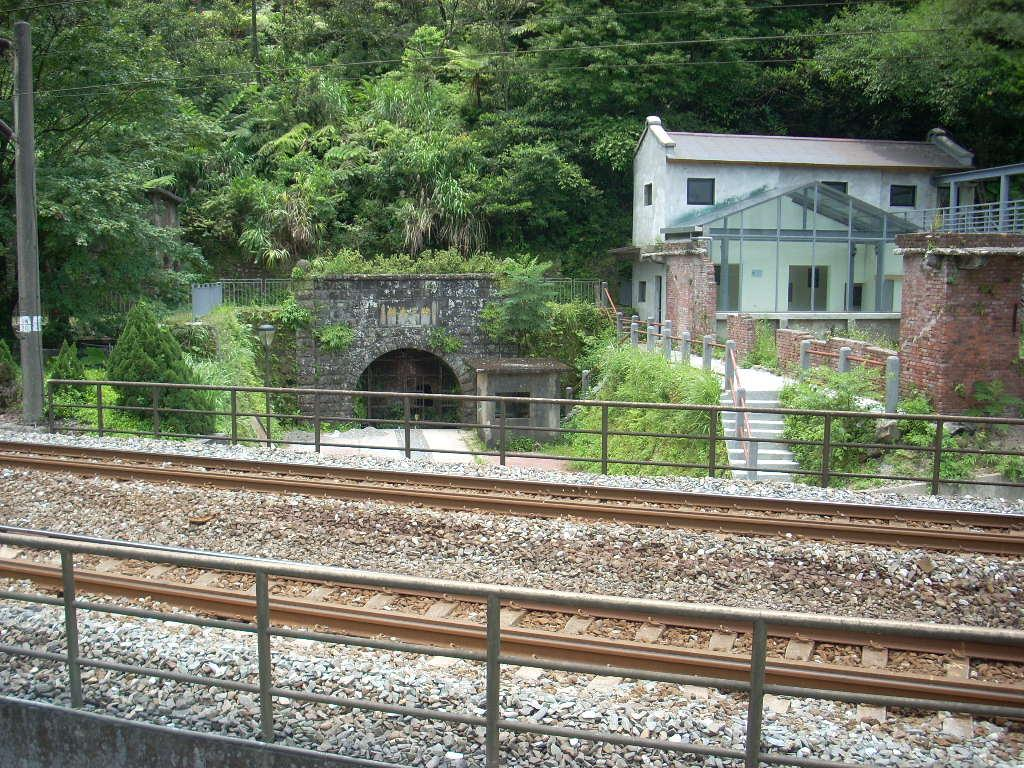
宜蘭線最早的雙軌化區間（1968年）：猴硐＝三貂嶺路段
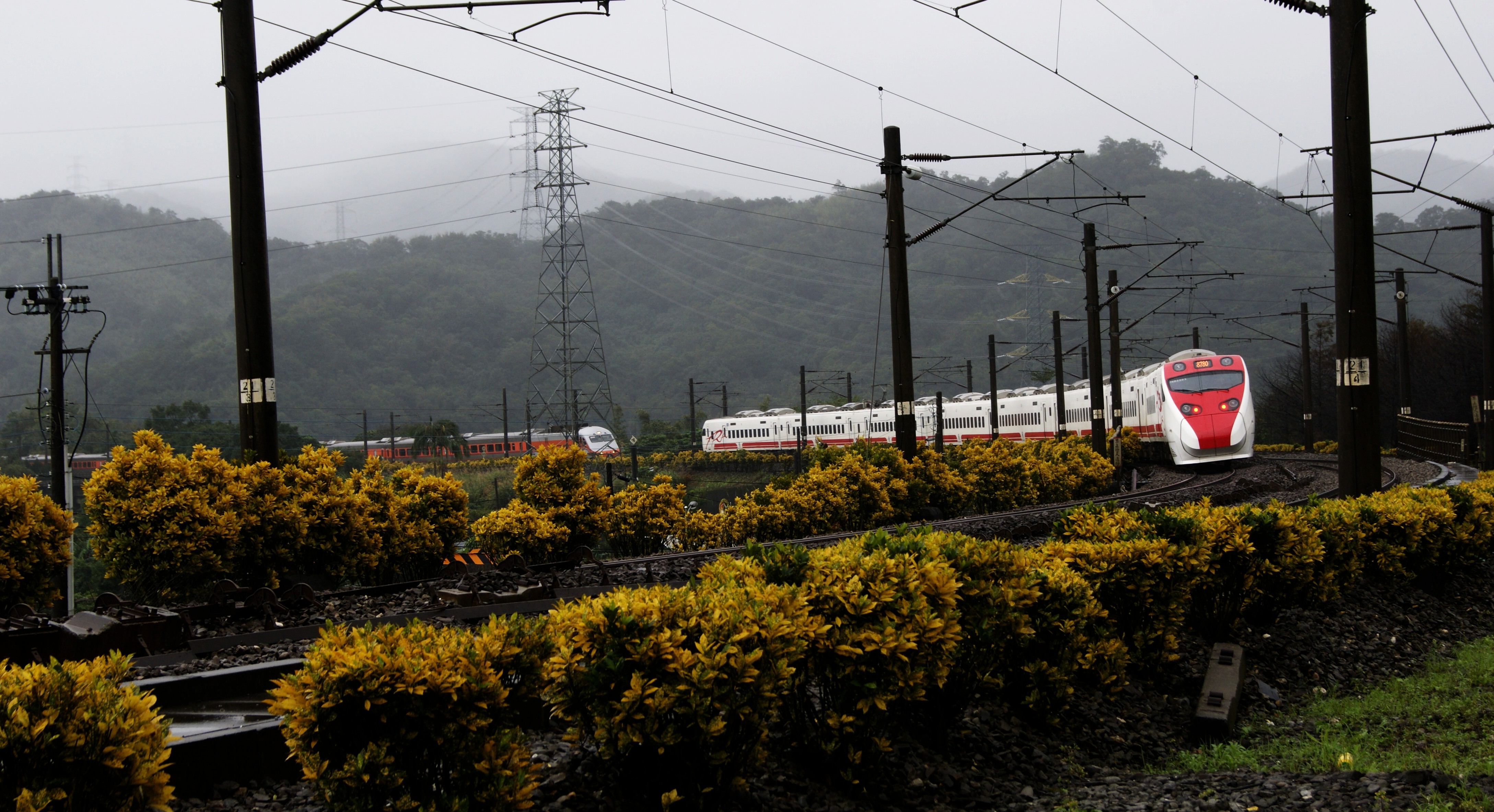
1970年代「七區間瓶頸地段雙軌工程」時期完成的牡丹＝雙溪間雙軌化

## 擴建工程標準
- 路線：臺灣鐵路電氣化甲級線標準。
- 軌道：每公尺37公斤鋼軌、新舊路線道碴厚度按電氣化標準25公分鋪設。
- 最大坡度：千分之10以下為原則，但地形特殊的路段，仍照原有坡度。例如瑞芳＝侯硐間最大坡度千分之13、牡丹＝雙溪間最大坡度千分之16.7。
- 最小彎道半徑：300公尺以上，但是雙溪～冬山間設計600公尺以上。
- 隧道、陸橋淨空：按照電氣化標準。但瑞芳站南下側「子平陸橋」（省道台2丁線）因改建困難，暫時維持淨高4.7公尺，未達電氣化標準。
- 橋樑載重及結構：KS18標準活載重、19公尺跨距預力混凝土丁字樑（特殊情形者除外）。
- 路基寬度：新路線5.2公尺，舊路線維持原狀。雙軌中心距離3.8公尺以上。
- 站內正線有效長度55車（450公尺）以上。[1]

## 擴建情形
1980年1月台鐵成立測量隊，開始測量、選線、定線，同年7月1日成立「宜蘭線鐵路擴建工程處」並開工，初期以加固舊線、徵地、設計等工作為主。新線設計採電氣化標準施工，並決定以雙單線方式運轉。
主要工程為雙線大橋10座、單線大橋18座、雙線隧道16座、單線隧道1座、隧道淨空改善3座、加固隧道1座（四瑞第二隧道）、挖除單線隧道2座改為路塹、軌道新設及舊線抽換枕木與道碴、平交道升等、通訊電纜下地、裝設自動列車停止裝置（ATS）、站房與月台改建等。

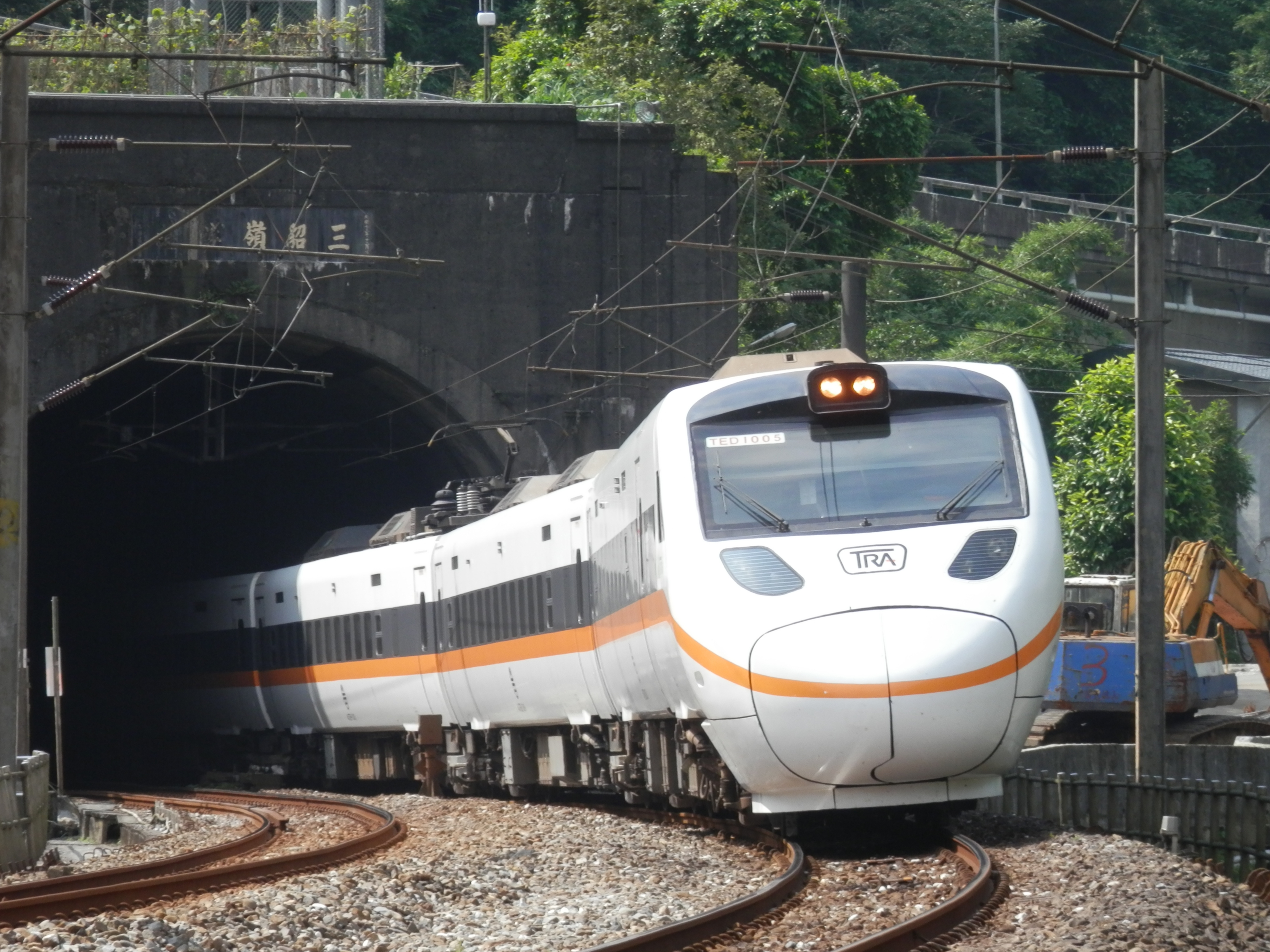
太魯閣號背後的雙線淨空「三貂嶺隧道」是宜蘭線鐵路擴建工程時期新建

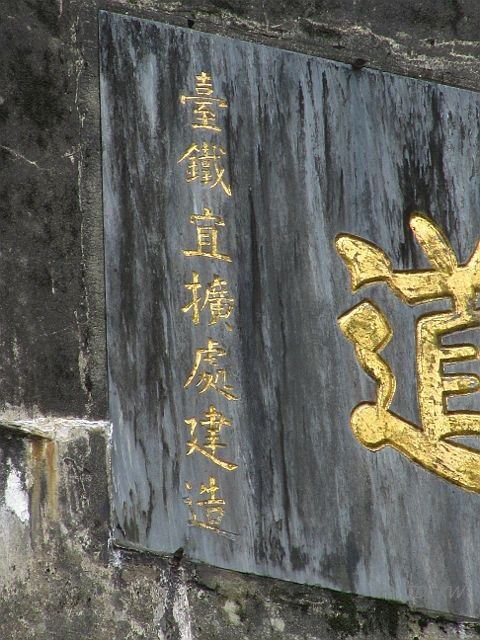
宜蘭線鐵路擴建工程新建之示德隧道（猴硐站北側），其匾額落款為「臺鐵宜擴處建造」

各年度進度如下：
- 1983年度
  - 已完成的橋梁新建或改建：
    - 雙溪＝貢寮：第一雙溪橋、第二雙溪橋
    - 大里＝大溪：下蕃薯橋
    - 龜山＝外澳：梗枋川橋
    - 外澳＝頭城：大武營橋
    - 頭城＝頂埔：大新興橋、福成橋
    - 頂埔＝礁溪：金面橋
    - 礁溪＝四城：下七結橋[12]（跨得子口溪北河道）
    - 四城＝宜蘭：宜蘭川橋
    - 羅東＝冬山：楓樹溪橋、冬山排水橋（跨冬山河新河道）

  - 已雙線通車的路段：石城＝大里、外澳＝頭城＝頂埔＝礁溪、四城＝宜蘭、二結＝中里＝羅東＝冬山。
  - 石城＝大里、外澳＝頭城＝頂埔、二結＝中里＝羅東＝冬山等區間，以及四城站、礁溪站站場等，已切換雙單線自動閉塞號誌（ABS）。[13]

- 1984年度
  - 已完成的橋梁新建或改建：
    - 八堵＝暖暖：第一陸橋、暖暖溪橋
    - 暖暖＝四腳亭：第一基隆河橋
    - 瑞芳＝侯硐：第二基隆河橋
    - 三貂嶺＝牡丹：第三基隆河橋
    - 雙溪＝貢寮：第一雙溪川橋、第二雙溪川橋
    - 貢寮＝福隆：第三雙溪橋、新社橋
    - 福隆＝石城：第一隆隆溪橋、第二隆隆溪橋
    - 大里＝大溪：大溪川橋
    - 礁溪＝四城：北蕃割橋、淇武蘭川橋[14]（跨得子口溪南河道）、南蕃割橋
    - 宜蘭＝二結：宜南川橋、第三代濁水溪橋（蘭陽溪橋）

  - 已完成的隧道新建或改建：
    - 四腳亭＝瑞芳間「深澳隧道」、瑞芳＝侯硐間「第三瑞芳隧道」完成擴大淨空[註 5]。
    - 除了瑞芳＝侯硐間「福住隧道」、三貂嶺＝牡丹間「三貂嶺隧道」、牡丹＝雙溪間舊「伍份隧道」擴孔、福隆＝石城間「草嶺隧道」等等之外，其餘隧道皆已完工。

  - 本年度完成的雙線通車路段：八堵＝暖暖＝四腳亭、雙溪＝貢寮＝福隆[5][註 6]、大里＝大溪＝龜山、礁溪＝四城、宜蘭＝二結等區間。
  - 八堵＝暖暖＝四腳亭＝瑞芳、石城＝大里＝大溪＝龜山、頂埔＝礁溪＝四城＝宜蘭＝二結、冬山＝新馬＝蘇澳新站等區間，本年度已切換雙單線自動閉塞號誌（ABS）。[註 7]
  - 除了三貂嶺站之外，其餘各站（招呼站除外）站場已切換雙單線自動閉塞號誌（ABS）。
  - 完成立體交叉工程：
    - 八堵站外「堵南陸橋」
    - 貢寮站外「朝陽陸橋」
    - 貢寮＝福隆間縣道102「控子陸橋」[註 8]
    - 大宜蘭平交道立體交叉地下道
    - 蘇澳新＝蘇澳間「箕山陸橋」

  - 完成車站改建：貢寮、龜山、頂埔、中里等站站房。另宜蘭站已完成地下道。[17]

- 1985年度
  - 瑞芳＝侯硐間「福住隧道」、三貂嶺＝牡丹間「三貂嶺隧道」（第7號隧道）、牡丹＝雙溪間舊「伍份隧道」擴孔、福隆＝石城間「草嶺隧道」（第12號隧道）等均已完工。
  - 本年度瑞芳＝侯硐 、三貂嶺＝牡丹[5]、福隆＝石城、蘇澳新站＝蘇澳等區間已雙線通車。
  - 除了龜山＝外澳區間以外，全線已切換雙單線自動閉塞號誌（ABS）。
  - 裝設自動列車停止裝置（ATS）工程：已完成八堵～三貂嶺、牡丹～龜山、外澳～蘇澳新站等路段。
  - 完成立體交叉工程：
    - 八堵＝暖暖間瑞八路人行地下道
    - 暖暖＝四腳亭間「源遠陸橋」

  - 完成車站改建：八堵、大里等站站房。另完成四腳亭、牡丹、雙溪、福隆、頭城、礁溪等站地下道。[18]

- 1986年度
  - 龜山=外澳間新建之「更新隧道」先前因遭遇地質鬆軟，導致坡面土層滑動而造成嚴重坍方，工程延宕，後局部改為明挖隧道，延後至1986年1月9日完成雙軌通車[5][18][19]。至此，宜蘭線鐵路擴建工程全線竣工。

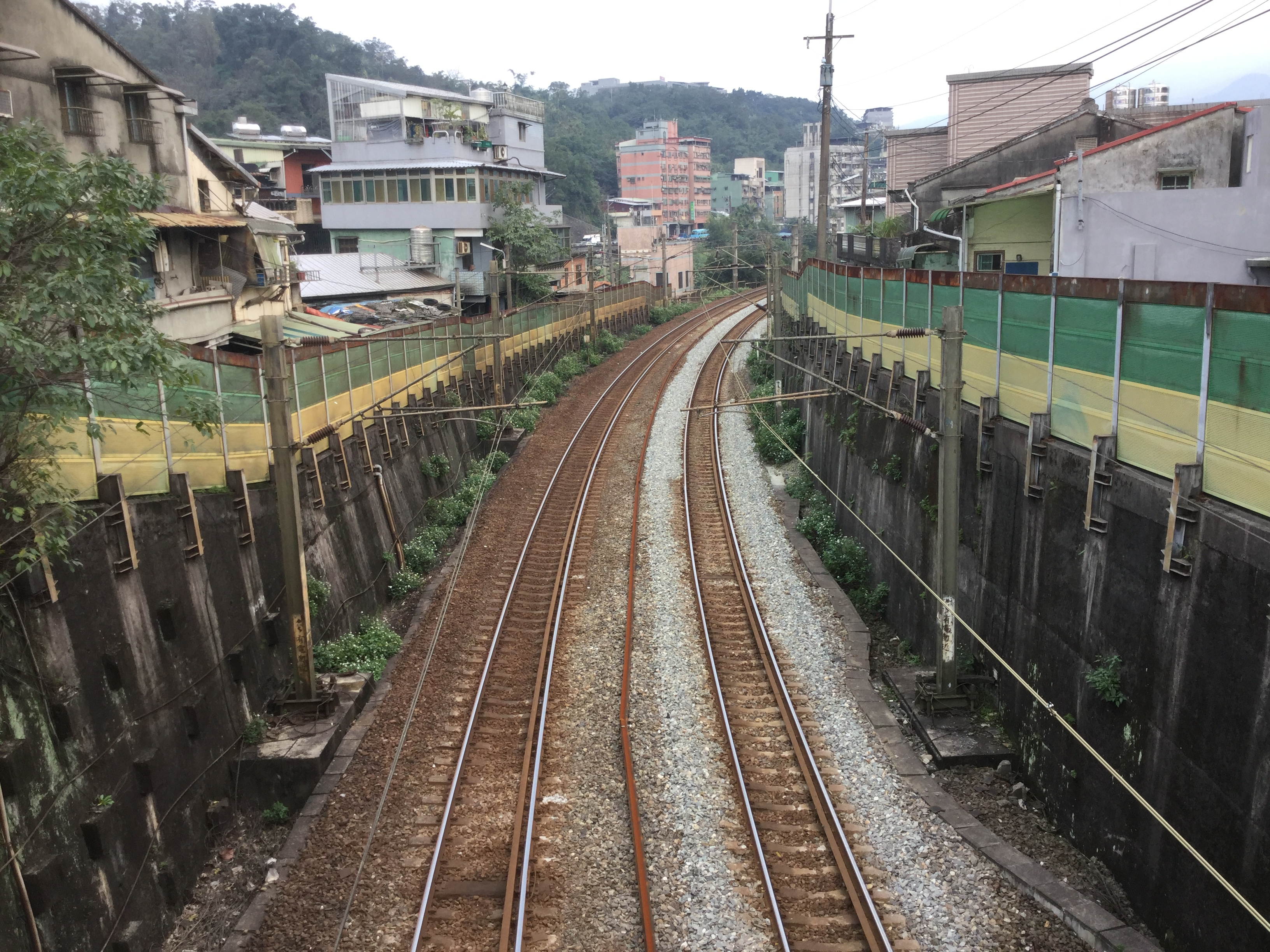
宜蘭線鐵路擴建工程：八堵站外改線新建的雙線路塹段
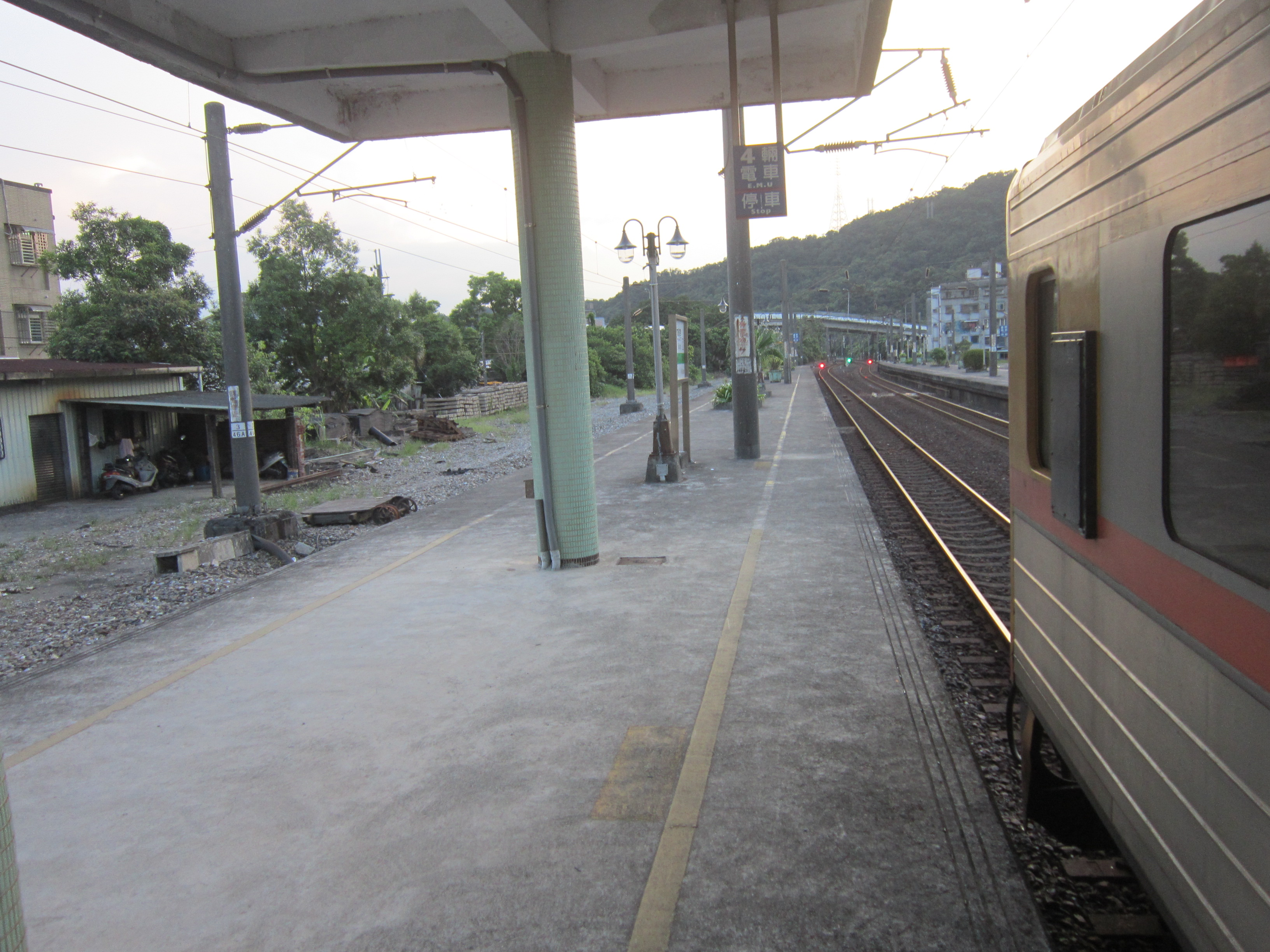
宜蘭線鐵路擴建工程新建的四腳亭站第二月台
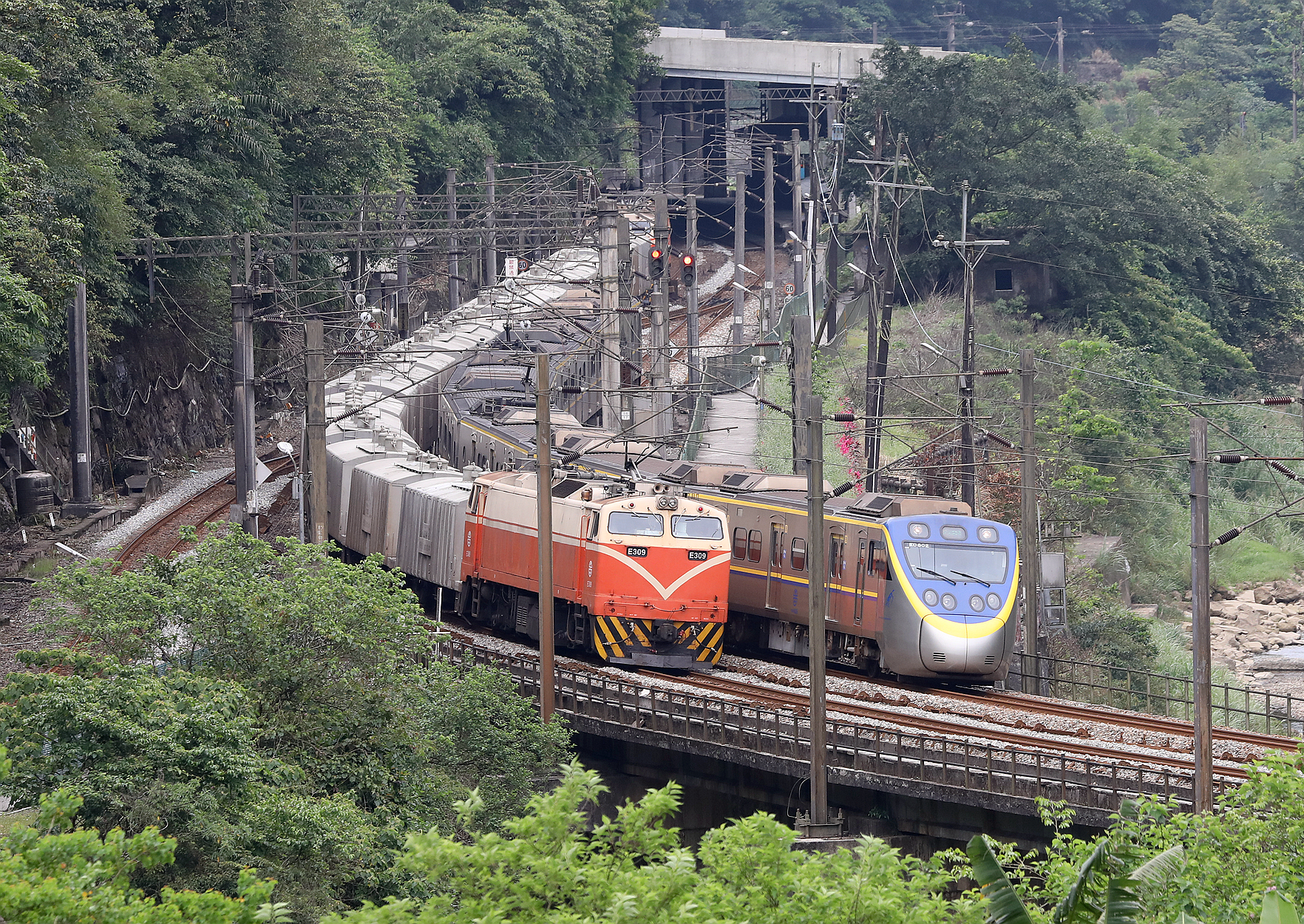
宜蘭線鐵路擴建工程時期新建的「第三基隆河橋」（三貂嶺站南側）
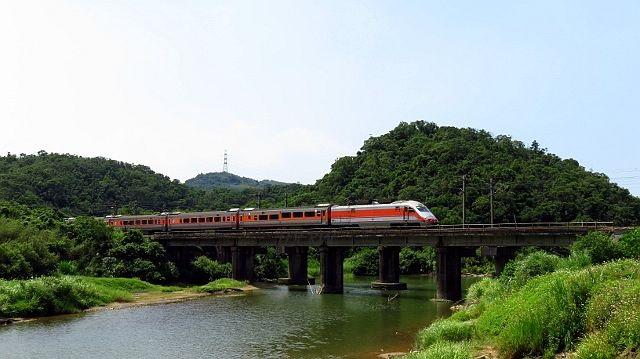
1924年通車的貢寮＝福隆間「第三雙溪橋」，於宜蘭線鐵路擴建工程時期改建，並增建上行線橋。
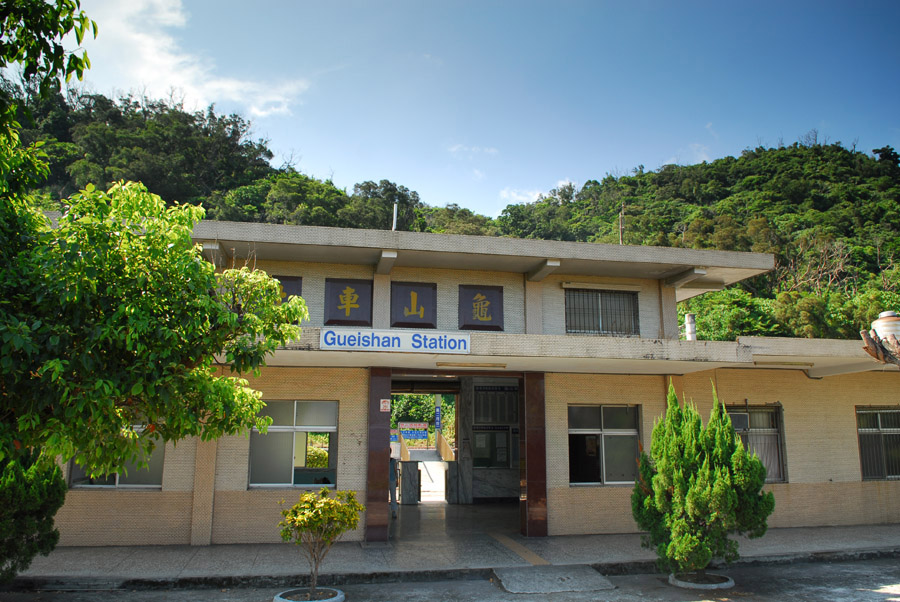
宜蘭線鐵路擴建工程時改建的龜山站站房，1984年5月竣工。
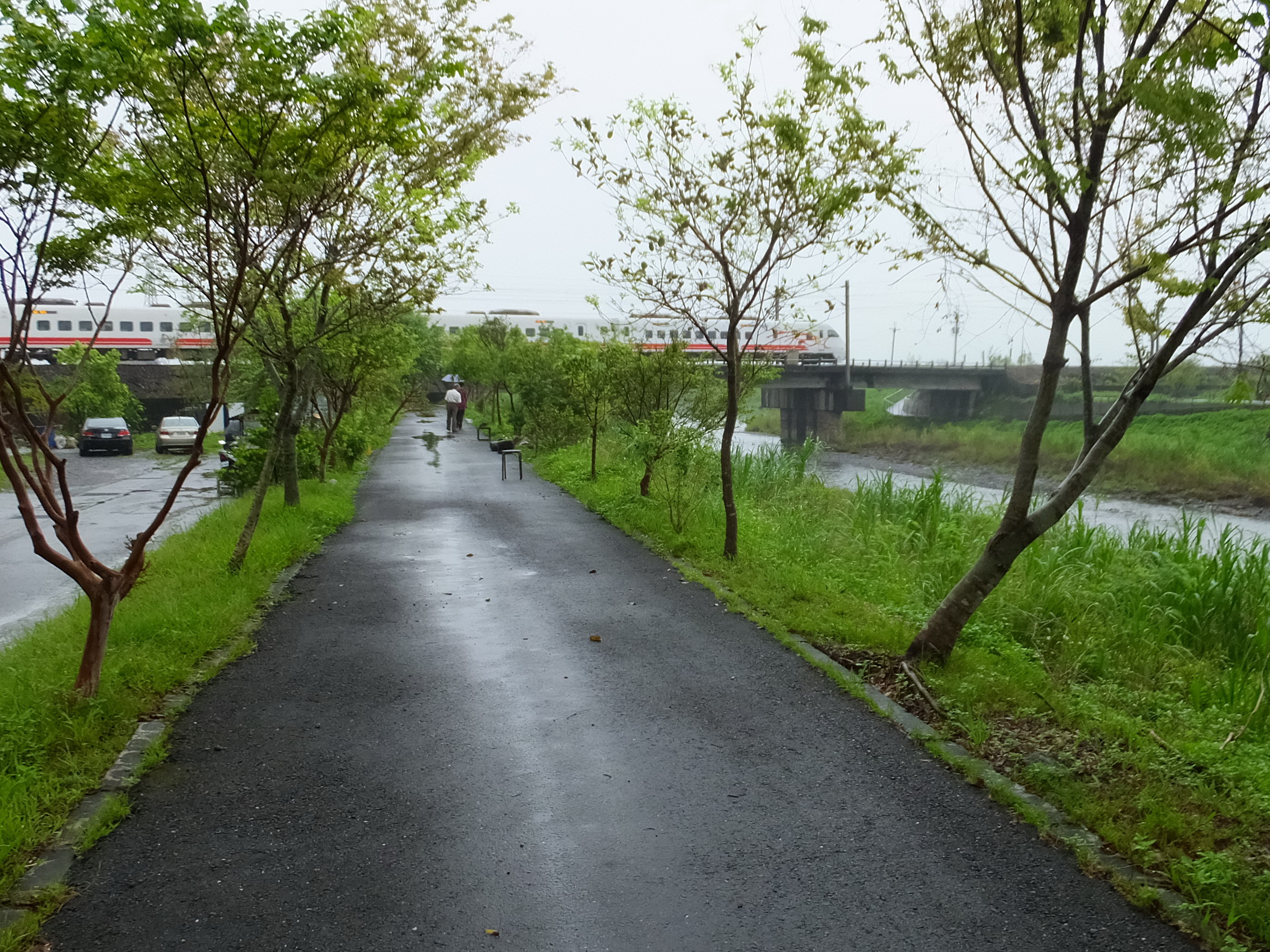
宜蘭線鐵路擴建工程時期改建的「下七結橋」（礁溪站＝四城站間，跨得子口溪）（作者：lienyuan lee）
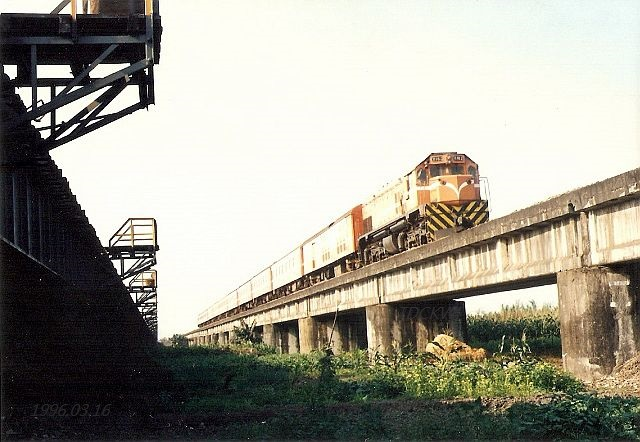
宜蘭線鐵路擴建工程新建單線第三代「濁水溪橋」（二結站北側）

## 完工後現況
- 宜蘭線擴建雙軌後，遺留許多單線鐵路時代隧道或橋墩遺跡，部分已成為古蹟或歷史建築：
  - 福隆～石城間「舊草嶺隧道 」於2004年7月15日公告為宜蘭縣縣定古蹟，並在2007年以自行車道之姿重新啟用。
  - 瑞芳～猴硐間「猴硐隧道」與「第一、第二、第三員山隧道」於2012年8月15日以「舊宜蘭線猴硐隧道群」之名公告為新北市歷史建築，成為連接兩站間的瑞猴自行車道景點。[21]
  - 三貂嶺～牡丹間舊隧道於2019年5月23日以「三瓜子及三貂嶺舊隧道」之名公告為新北市歷史建築[22]，新北市政府並已著手在舊隧道內闢建自行車道，原預定2021年1月完工[23]，後於2022年啟用[24]。
- 牡丹＝雙溪間鐵路「宜蘭街道陸橋」原本橋長只有5.5公尺，橋下高度4公尺，使得橋下縣道102號（中正路）無法通行大型車，而且該處道路為S型彎道，往來汽機車視距不良，影響行車安全，而宜蘭線擴建雙軌時也維持原狀並未改善，直至大約1998年之前台鐵於原路線東側（海側）新建新線及新的「宜蘭街道陸橋」（長22.86公尺），橋下淨高增為4.8公尺[25]，約於1999年至2000年間完工切換通車，橋下中正路並拓寬為雙車道。
- 宜蘭線電氣化工程1991年7月1日開工，2000年5月2日八堵＝羅東間率先完工，5月3日正式通車[26][27]，該工程包括更換每公尺50公斤鋼軌及預力混凝土枕木。另瑞芳站南下側「子平陸橋」（省道台2丁線）橋下採用降道工法完成電氣化淨空標準[11]。
- 2002年下半年起，宜蘭（不含）＝二結（不含）間高架化鐵路開工，拆除1984年新建完工的單線第三代濁水溪橋，改建為濁北高架橋及雙線新蘭陽溪橋（第四代濁水溪橋），於2006年6月23日高架雙線通車。
- 2003年7月4日羅東＝蘇澳間完成電氣化通車[27]。
- 2007年12月26日冬山站高架化工程切換東正線通車[27]，工程期間拆除1977年「改善瓶頸七區間雙軌工程」時所建的雙線「武荖坑橋」，改建為三線淨空新橋（桁架橋）。
- 考量雙溪流域排洪，政府規劃評估雙溪＝貢寮間「第一、第二雙溪橋」改建加長、貢寮＝福隆間「第三雙溪橋」及「新社橋」延建並加高[28]，其中「第三雙溪橋」、「新社橋」延建加高工程於2018年4月17日決標[29]、同年6月21日辦理說明會[30]，未來完工後原本宜蘭線擴建工程時期所改建的該二座橋梁將予以停用。

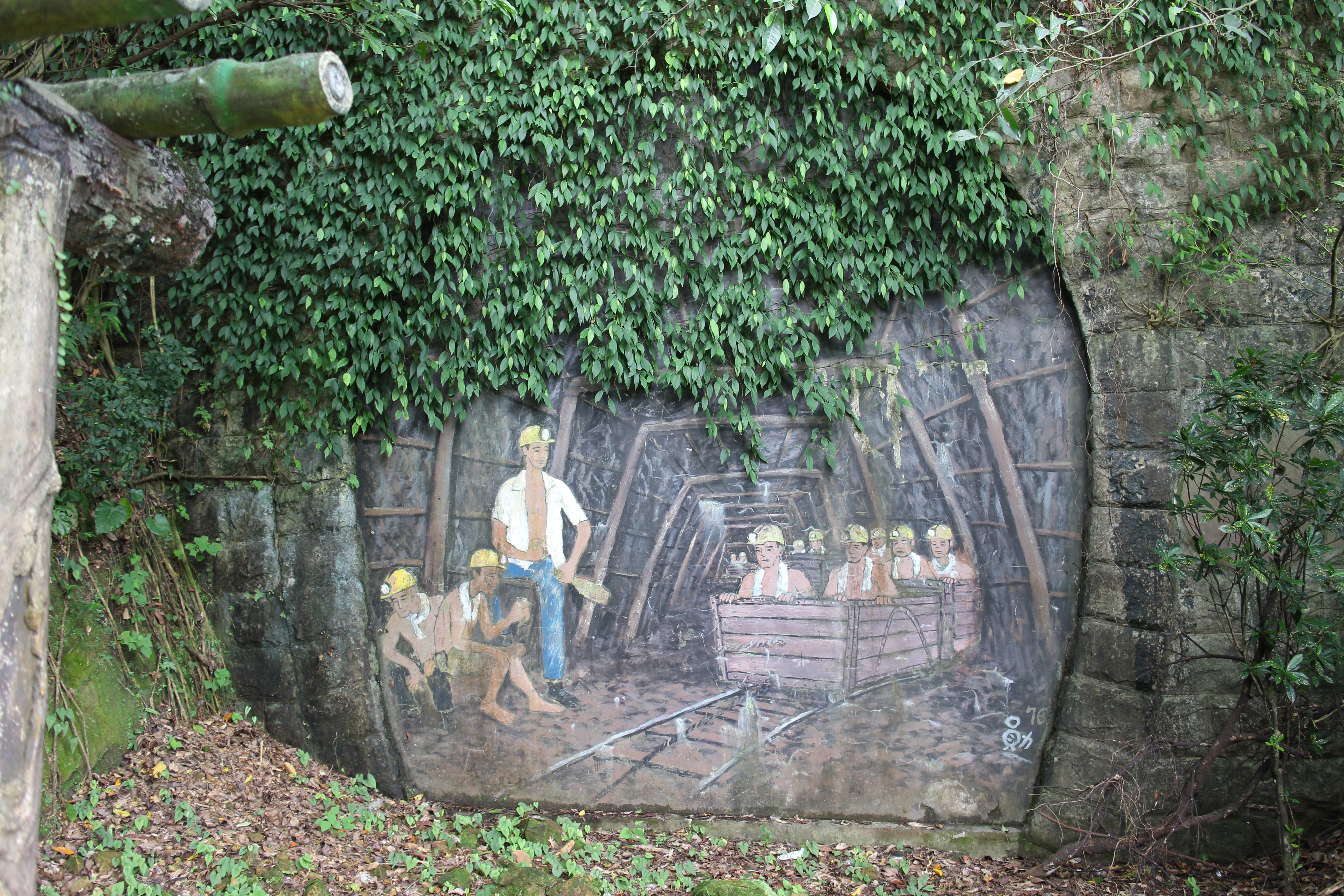
宜蘭線鐵路擴建工程完工後廢棄的單線「第二瑞芳隧道」（瑞芳站＝猴硐站間）
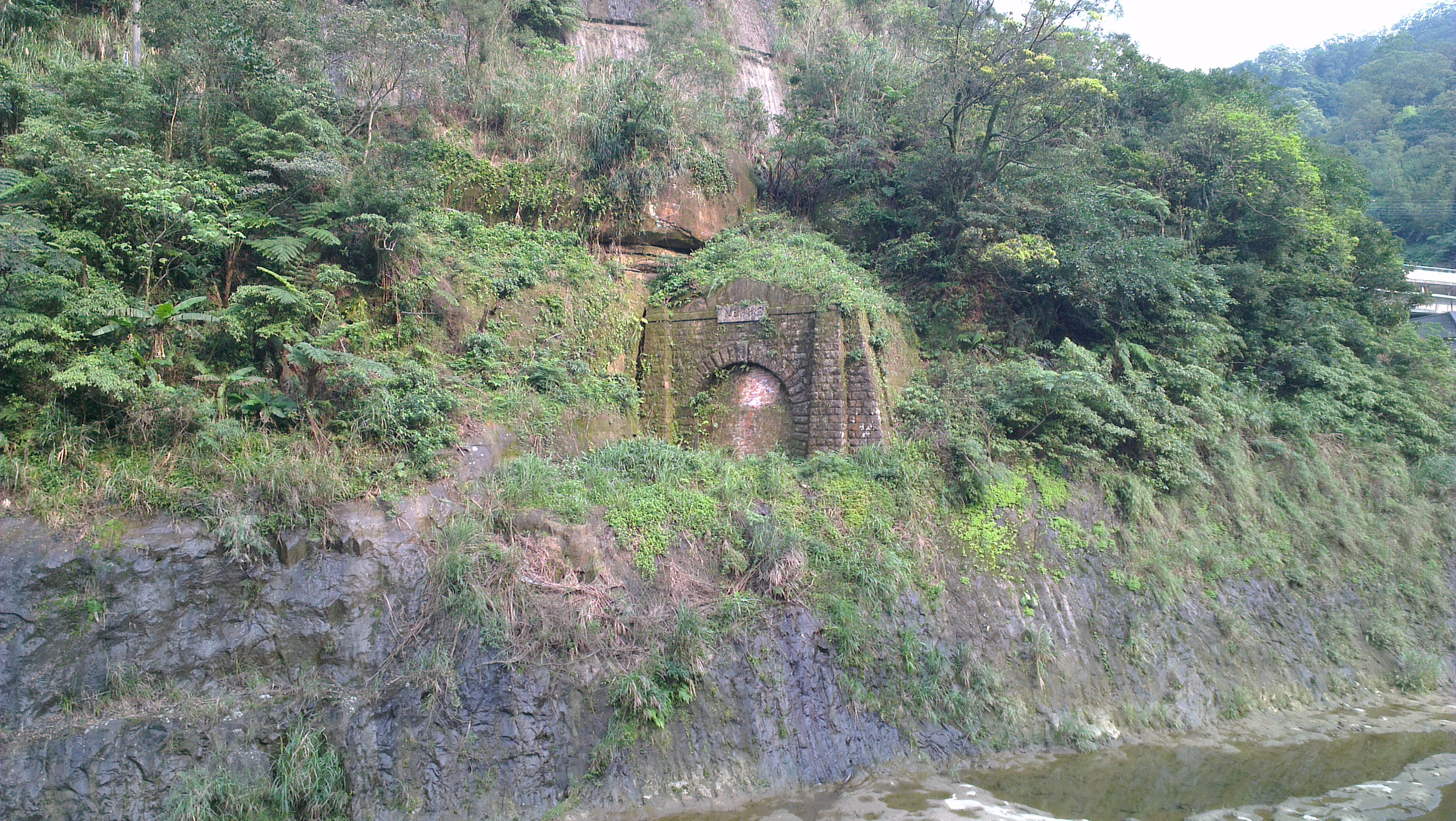
宜蘭線鐵路擴建工程完工後廢棄的單線「三瓜子隧道」（三爪子隧道）（三貂嶺站南側）
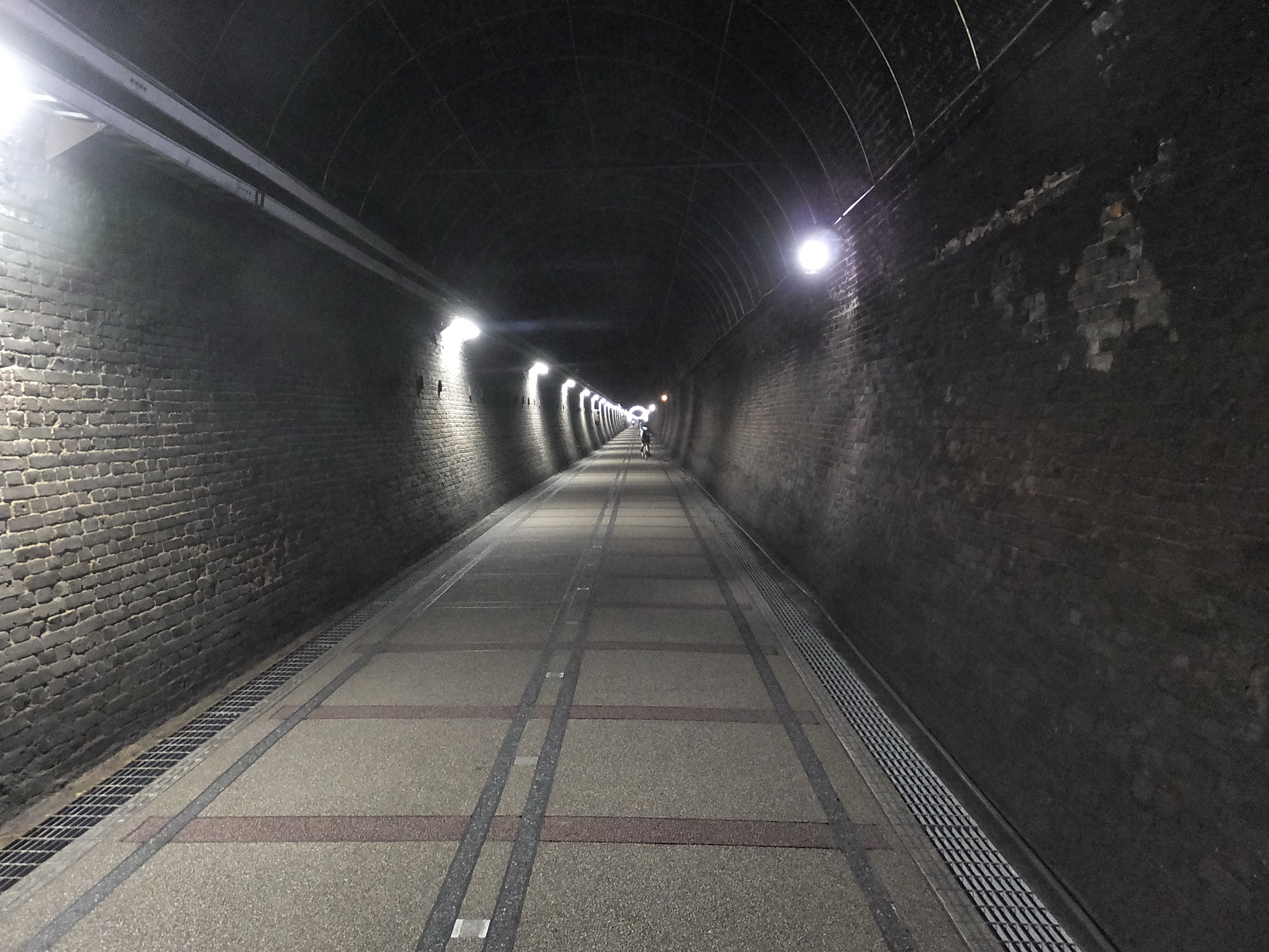
宜蘭線鐵路擴建工程完工後廢棄的單線「舊草嶺隧道 」（福隆站＝石城站間），2007年以自行車道之姿重新啟用（作者：lienyuan lee）。

## 引用資料
1. 1 2 3 4  交通部. . 臺北市. 1982年12月: 395～397.
2. 1 2  交通部. . 臺北市. 1981年11月: 358.
3. ↑  臺灣總督府交通局鐵道部：《臺灣總督府交通局鐵道第二十六年報（大正十三年度）》，臺北市，1925年12月18日，頁63。
4. ↑  〈發揮北迴鐵路最大承運效果 宜蘭線鐵路加舖雙軌 交通單位擬提前實施〉，《中國時報》，1979年2月10日，第2版。
5. 1 2 3 4 5 6 7  . 2004～2018年  [2018-11-04]. （原始内容存档于2018-11-05）.
6. ↑  交通部. . 臺北市. 1969年11月: 151.
7. ↑  交通部. . 臺北市. 1976年12月: 166.
8. ↑  《臺灣省交通建設紀要》，臺灣省政府交通處，南投縣，1983年12月，頁26。
9. 1 2 3  交通部. . 臺北市. 1978年: 222～223.
10. ↑  陳延厚，〈宜蘭線鐵路擴建三貂嶺大隧道貫通〉. . 1984年4月.
11. 1 2  蔡宜儒，〈宜蘭線雙軌化工程回顧〉. . 高雄市. 2010年3～4月號.
12. ↑  臺灣鐵路局，《宜蘭線鐵路擴建工程資料（第一期）第伍冊〈大橋部分〉》，5-22～5-23〈下七結橋及北蕃割橋新建部分〉，出版年不詳。
13. ↑  交通部. . 臺北市. 1984年12月: 445～447.
14. ↑  臺灣鐵路局，《宜蘭線鐵路擴建工程資料（第一期）第伍冊〈大橋部分〉》，5-24～5-25〈淇武蘭川橋及南蕃割橋新建部分〉，出版年不詳。
15. ↑  交通部. . 臺北市. 1973年11月: 175.
16. ↑  楊鵬飛：《台灣鐵路古今站名》，台北：編者自印，1994年10月，頁70。
17. ↑  交通部. . 臺北市. 1985年10月10日: 350～351.
18. 1 2  交通部. . 臺北市. 1986年10月10日: 380～381.
19. ↑  交通部. . 臺北市. 1987年10月10日: 400.
20. ↑  交通部. . 臺北市. 1983年: 428～431.
21. ↑  新北市文化資產數位學習網：舊宜蘭線猴硐隧道群 （页面存档备份，存于）
22. ↑  新北市歷史建築一覽表，新北市政府文化局。
23. ↑  〈《新北》 封35年 舊三貂嶺、三瓜子隧道將變自行車道〉 （页面存档备份，存于），《自由時報》地方版，2019年8月7日05:30
24. ↑  影／「三貂嶺隧道」全攻略！鏡面水池、鐘乳石在這　3亮點快筆記 （页面存档备份，存于）.ETtoday新聞雲
25. ↑  交通部. . 臺北市. 1995年6月30日: 256～257.
26. ↑  台鐵局：鐵路e知識-04.軌道歷史（89年度） （页面存档备份，存于）
27. 1 2 3  林韋帆，〈宜蘭線電氣化回顧〉. . 高雄市. 2010年5～6月號.
28. ↑  行政院政府計畫管理資訊網. . 2014、2016: 計畫附件_第七章橋梁更新工程. [永久]
29. ↑  行政院政府計畫管理資訊網. . 2018.[永久]
30. ↑  台鐵局宜蘭工務段.  (PDF). 2018  [2018-11-04]. （原始内容 (PDF)存档于2018-11-04）.